# Mimana

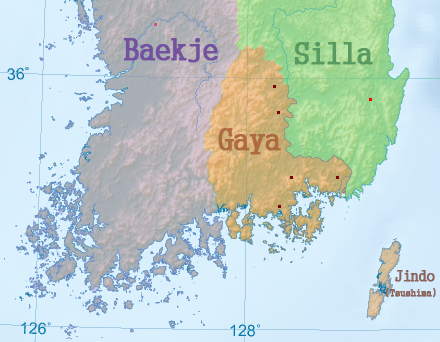
Das südliche Korea zur Zeit des Staates Gaya. In dieser Region hat sich vermutlich Mimana befunden.

Mimana (任那), auch romanisiert als Imna nach der koreanischen Aussprache (임나), ist der Name eines mutmaßlichen Staates zur Zeit des Reichs Gaya (ca. 1. bis 5. Jahrhundert), der vor allem in dem japanischen Text Nihonshoki aus dem 8. Jahrhundert verwendet wird. Nach Atkins (2010) ist die Verortung und Größe Imnas/Mimanas sowie die Zugehörigkeit zum antiken Japan eines der meist umstrittenen Themen ostasiatischer Geschichtsschreibung. Seth (2006) merkt zudem an, dass die bloße Existenz Mimanas weiterhin umstritten sei. Die geschichtsrevisionistische Hypothese, dass Mimana oder „Mimana Nihonfu“ (任那日本府) eine japanische koloniale Herrschaftsinstitution war, wird sowohl in Korea als auch in Japan abgelehnt.

## Verwendung des Begriffs
| Mimana                   | Mimana           |
| Japanischer Name         | Japanischer Name |
| ------------------------ | ---------------- |
| Kanji                    | 任那             |
| Rōmaji nach Hepburn      | Mimana           |
| Koreanischer Name        |                  |
| Hangeul                  | 임나             |
| Hanja                    | 任那             |
| Revidierte Romanisierung | Imna             |
| McCune-Reischauer        | Imna             |

Der Name 任那 wird sporadisch in alten koreanischen, chinesischen und japanischen historischen Texten sowie Inschriften auf Stein und Metall erwähnt. In koreanischen Aufzeichnungen erscheint er insgesamt dreimal und wird erstmals in der Inschrift auf dem Grabstein von König Gwanggaeto verwendet. Darüber hinaus findet er sich in zwei weiteren koreanischen epigrafischen Relikten sowie im Kapitel über Gaya des Samguk Sagi.:S. 88
In chinesischen historischen Texten wird Imna in den Aufzeichnungen über Wa (Japan) im Song Shu (宋書), Nan Qi Shu (南齊書), Liang Shu (梁書), Nan Shi (南史) und im Abschnitt über Silla im Tongdian (通典) erwähnt. In japanischen historischen Texten findet sich Imna im Nihon Shoki (日本書紀) und im Shinsen Shōjiroku (新撰姓氏録), wobei die Aufzeichnungen im Nihon Shoki deutlich umfangreicher sind und der Name über 200-mal verwendet wird.:S. 88
In der akademischen Welt wird „Imna Gara“ manchmal spezifisch als Geumgwan Gaya identifiziert.

## Hypothesen zur Existenz Mimanas

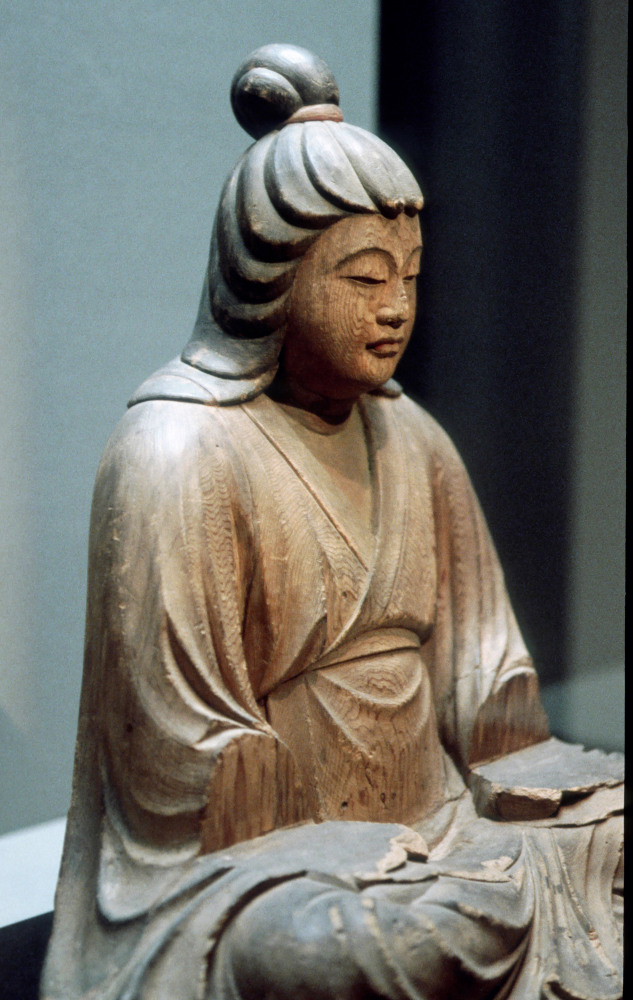
Die mythologische Kaiserin Jingū, die nach einer Legende Mimana gegründet haben soll.

Die erste ernsthafte Hypothese zur Bedeutung von Mimana wurde von vormodernen japanischen Kokugaku Gelehrten des 18. Jahrhunderts aufgestellt. Gestützt auf ihre Interpretation des Nihongi vertraten sie die Ansicht, dass Mimana ein unter japanischer Kontrolle stehender Staat auf der koreanischen Halbinsel gewesen sei, der von der Zeit der Eroberung durch die legendäre Kaiserin Jingū im 3. Jahrhundert bis zur Niederlage und Annexion von Gaya durch Silla im 6. Jahrhundert existiert habe. Diese Vorstellung prägte über Jahrhunderte hinweg das japanische Geschichtsbild und untermauerte die Idee einer japanischen Vorherrschaft sowie kulturellen Überlegenheit gegenüber Korea, dessen Außenpolitik vorrangig auf China ausgerichtet war. Darüber hinaus diente diese Interpretation im 20. Jahrhundert als Rechtfertigung für die japanische Besetzung Koreas, die als eine Rückkehr zu einst von Japan kontrollierten Gebieten dargestellt wurde.
Diese frühe japanische Sichtweise wurde auch oft in älteren westlichen Werken übernommen. Einer der Hauptvertreter dieser Theorie war der japanische Historiker Suematsu Yasukazu, der 1949 vorschlug, dass Mimana eine japanische Kolonie auf der koreanischen Halbinsel war, die vom 3. bis zum 6. Jahrhundert existiert habe.
Diese Theorie hat seit den 1970er Jahren an Popularität verloren, vor allem aufgrund des völligen Fehlens archäologischer Beweise, die eine solche Siedlung hinterlassen hätte, der Tatsache, dass zu jener Zeit (der Yayoi-Periode) kein zentralisierter japanischer Staat mit der Fähigkeit zur Machtprojektion existierte, und der wahrscheinlicheren Möglichkeit, dass das Nihongi ein Ereignis beschreibt (oder fehlinterpretiert, ob absichtlich oder nicht), das Jahrhunderte vor seiner Abfassung stattgefunden hatte.
In dieser Lesart wäre die Eroberung durch Jingū eine dramatisierte und politisierte Version ihrer Einwanderung auf den japanischen Archipel, die eine von vielen während der Yayoi-Periode gewesen sein könnte (Hanihara Kazurō schätzt, dass der jährliche Zustrom von Einwanderern aus dem asiatischen Festland zwischen 350 und 3.000 Personen lag). Im Jahr 2010 kamen Historiker einer gemeinsamen Studiengruppe, die von den Regierungen Japans und Südkoreas unterstützt wurde, zu dem Schluss, dass Gaya niemals militärisch vom antiken Japan kolonisiert worden war.
Auch wenn die Zugehörigkeit und Geschichte Gayas (Mimana) umstritten ist, so hat der Staat nach Brown (1997) jedoch „die engsten Beziehungen zu Japan [gehabt und] half den Japanern, auf der Halbinsel bis zur Mitte des sechsten Jahrhunderts Fuß zu fassen“.
Rurarz (2009) beschreibt fünf Haupttheorien zu Mimana. Die Erstaufgeführte sei die von Suematsu Yasukazu, der 1949 konstatierte, dass Mimana als japanische Kolonie zu sehen sei.:S. 89 Diese Hypothese baut auf dem Nihonshoki auf und japanische Gelehrte sahen sich dabei durch die Gwanggaeto-Stele bestärkt.:S. 113 Diese wurde Mitte der 1870er Jahre in der Mandschurei ausgegraben. Auf dieser sei beschrieben, dass der König von Goguryeo, Gwanggaeto, die Besatzung Sillas, Baekjes und Gayas beendet und das „Wa“-Volk (Japan) von der Koreanischen Halbinsel vertrieb.:S. 113 Allerdings argumentiert Mohan (2016), dass es sich vermutlich um eine Übertreibung handelt und dies nicht als Beweis für die japanische Präsenz auf der Koreanischen Halbinsel verwendet werden sollte.:S. 114 f.
Eine weiter Theorie stamme vom nordkoreanischen Gelehrten Kim Sok-hyong, der die Auffassung vertrat, dass es sich beim Jingu Mythos um die Geschichte der Einwanderung von Yayoi-Migranten auf die japanischen Inseln in der Nähe von Oyama handel.:S. 90:S. 108 f. Deshalb beziehe sich das Nihonshoki nur auf Japan und nicht auf die Koreanische Halbinsel.:S. 90 Das steht in Bezug zu einer anderen These, die besagt, Pferdereiter von Korea seien erfolgreich in Japan eingefallen.
Eine dritte Theorie stammt von dem japanischen Forscher Inoue Hideo, welcher argumentiert, das japanische Wa-Volk könnte sich bereits in der Jungsteinzeit auf der Koreanischen Halbinsel niedergelassen haben.:S. 90 Eine weitere Theorie stamme von dem Südkoreaner Cheon Gwan-u. Nach diesem handle es sich um die Geschichte des Staates Baekje, der mit Japan verbündet war und dessen Anführer nach dem Niedergang des Staates nach Japan flüchteten.:S. 90 In dieser Version würde sich Mimana auf Baekje beziehen, oder einen Teil des Staates, der gegen Gaya kämpfte.:S. 90 Nach Mohan (2016) sei das Nihonshoki von Literaten aus Baekje geprägt, die nach dem Niedergang ihres Reichs 660 nach Japan flüchteten. Sie schrieben etliche Passagen über ihr Königreich um, um eine vergangene Schmach in Ruhm umzuwandeln.:S. 111
Die fünfte Theorie sei nach Rurarz (2009) ein Kompromiss jüngerer Forscher aus Japan und Korea. Nach dieser Auffassung habe ein Staat Mimana nie existiert und stattdessen bezeichne der Begriff japanische Gesandte auf der Koreanischen Halbinsel.:S. 90–91
Nach Han Yong-u könne das Japan der Yamato-Ära in Gaya ein Büro eröffnet haben, um Eisen zu handeln und nach Japan zu exportieren.:S. 112

## Sichtweisen und Kontroversen
Die Kontroverse um Mimana ist immer wieder ein Thema in Südkorea. So sorgte die 1997 erschienene koreanischen Version der Enzyklopädie Encarta für Empörung in Südkorea, da in dieser Gaya/Mimana als „japanisch dominiert“ beschrieben wurde. Bill Gates zufolge soll eine Zeitung zum Boykott von Microsoft-Produkten aufgerufen haben.
Das Thema Mimana (wie auch die Darstellung in japanischen Geschichtsbüchern) ist weiterhin eine Kontroverse in den japanisch-koreanischen Beziehungen.:S. 89
2010 einigten sich Japan und Südkorea über ihre gemeinsam eingerichtete Geschichts-Forschungsgruppe, bestehend aus japanischen und südkoreanischen Historikern, darüber, dass Gaya nie durch Japan kolonialisiert wurde, Japan allerdings im sechsten Jahrhundert präsent war.

## Gründungszeitraum
Es gibt diverse japanische Geschichtsaufzeichnungen zur Gründung Mimanas. Eine Fassung erwähnt, dass der König von Baekje 367 (Nihonshoki 247) eine Gesandtschaft nach Yamato schickte. Er war auf der Suche nach einem starken Verbündeten gegen die Bedrohung durch Goguryeo aus dem Norden. Zwei Jahre später brach eine Expedition aus Yamato auf und übernahm zusammen mit Baekje-Truppen einen Großteil des Nakdong-Flussbeckens, das zum alten Gebiet von Byeonhan gehörte. Die meisten kleinen örtlichen Anführer scheinen ihre Posten behalten zu haben. Die Einrichtung von Garnisonen ermöglichte es Yamato, die koreanische Innenpolitik zu beeinflussen.
Einer anderen Legende nach war das Königreich des Königs von Gaya Tsunuga Arashito (jap. 都怒我阿羅斯等; kor. Lesung: Tonoka Arasăteung; evtl. ist Tsunuga (auch: Tsunoga) nicht Teil seines koreanischen Namens), ständig von einem mächtigen Nachbarstaat bedroht. Als er von einem großen Herrscher auf der japanischen Inselkette hörte, beschloss er sein Königreich unter dessen Oberhoheit zu stellen. So wollte er die Sicherheit seines Reiches garantieren. Im Jahre 33 v. Chr. schickte er den Gesandten Sonaka-Cheulchi (蘇那曷叱知, rein-japanische Lesung: Sonaka-Shichi) mit einem Tribut und seiner Bitte nach Yamato. Im Folgejahr kehrte er auf die Koreanische Halbinsel zurück und überbrachte die kaiserlichen Anweisungen. Darin forderte der Kaiser Suinin König Arashito auf, Mimana in Erinnerung an seinen verstorbenen Vater Mimaki (Sujin-tennō) als neuen Namen für sein Königreich anzunehmen. Gleichzeitig schickte er auch den fähigen Staatsmann Shionoritsuhiko (塩乗津彦命) zusammen mit einer starken Streitkraft. Dieser vertrat dort als lokaler Herrscher an der Spitze der Behörde Nihon-fu den japanischen Kaiser.